# Ion Bîrlădeanu
Ion Bîrlădeanu (parfois écrit Bârlădeanu) est un artiste roumain né en 1946 à Zăpodeni, dans le județ de Vaslui. Décédé à Bucarest en 2021. Il est réputé pour ses collages pop art.

## Biographie
Bîrlădeanu, qui a fait peu d'études, a terminé celles-ci par deux années dans une école populaire d'art. À l'âge de vingt ans il a quitté son village natal et exercé différentes professions : ouvrier agricole, docker, ouvrier d'usine, gardien, fossoyeur. À la suite de la révolution de 1989, il est tombé dans la misère et a perdu son logement. Indigent, il vivait dans la cour d'un immeuble de la Calea Moșilor, subsistant de recyclage de bouteilles.
Son travail a été découvert par l'artiste roumain Ovidiu Feneș, qui l'a présenté au galeriste Dan Popescu.
Ce n'est qu'à l'âge de 62 ans que Bîrlădeanu a exposé pour la première fois ses œuvres ; cette exposition présentait vingt collages ayant trait à la politique, un thème qu'il affectionne. Il exposait l'année suivante à Bâle et à Londres et en 2010 à Paris.
En 2009, le cinéaste allemand d'origine roumaine Alexander Nanau a réalisé un film sur Bîrlădeanu. Intitulé The World According to Ion B., ce film a obtenu un Emmy Award.